# Roll-on/roll-off

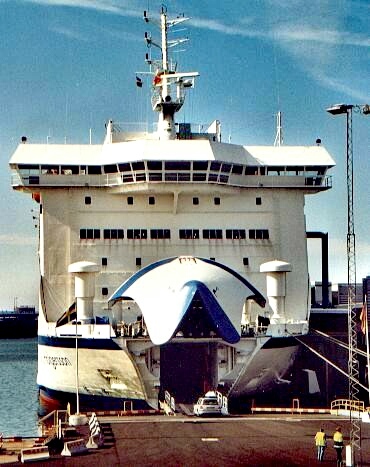
Ro-ro trajekt.

Roll-on/roll-off loď (také RORO loď nebo ro-ro loď) je druh nákladní lodě určený pro přepravu kolových vozidel (jako jsou auta, nákladní automobily, tahače s návěsy nebo vagóny), které na loď najíždějí (roll-on) a vyjíždějí (roll-off) po vlastní ose.
Takové lodě mohou sloužit buď jako trajekty na veřejných pravidelných linkách nebo ve smluvní neveřejné přepravě např. nově vyrobených vozidel k zákazníkovi; také jako vojenské.